# Desmodora crassa
Desmodora crassa är en rundmaskart som beskrevs av Allgen 1951. Desmodora crassa ingår i släktet Desmodora och familjen Desmodoridae. Inga underarter finns listade i Catalogue of Life.